# Panhandle Alks
Die Panhandle Alks war eine deutsche Rock-’n’-Roll und Rockabilly-Band.

## Geschichte
Die Panhandle Alks wurden im Juni 1981 im Düsseldorfer Ratinger Hof vom ehemaligen ZK Bassisten Ralf „Isi“ Isbert und George Benten gegründet. Ihre einmalige „Alkabilly“-Musik ist stark an den Country und Rockabilly der 1950er Jahre angelehnt, teilweise mit deutlichen Oi! Einflüssen, und wird mit, zur damaligen Zeit einmalig, deutschsprachigen Texten den Anhängern dieser Musik nahegebracht.
Sie galten als die Gründungsväter des Rockabillys aus Deutschland, der bis dahin nach dem großen Revival der 1970er Jahre von meist britischen Bands wie Matchbox, Rock Island Line oder Crazy Cavan gespielt wurde.
Der erste öffentliche Auftritt der Band fand unter dem Namen „Tex und die Panhandle Alks“ auf der Abschlussfeier des 1981er Abiturjahrgangs des Lessing-Gymnasiums in Düsseldorf statt. Für die nächsten Auftritte (u. a. im legendären „Dallas Inn“ in der Düsseldorfer Altstadt) legten sie sich den Namen „Rebel Riders“ zu. Nach einigen Gigs in Düsseldorf und Umgebung änderten sie ihren Namen dann ein letztes Mal in „Panhandle Alks“.
Im Oktober 2020 gab die Band auf ihrer Facebook-Präsenz ihre Auflösung bekannt.

## Mitglieder
Einige Mitglieder der Band waren, vor oder nach ihrer Zeit bei den Alks auch in anderen Bands tätig: Thorsten Kaeppler bei „Colly and the Steamrollers“, Chuck Shoker und Michael Schott bei den Lennerockers und wie oben bereits erwähnt Isi bei ZK.

## Diskografie
Alben
- 1984: Fuffi Bop
- 1986: Alkabilly Trail (Bis zum bitteren Ende)
- 1993: Manchmal kommen sie wieder
- 1995: Sieger und Verlierer
- 1996: Gebrandmarkt
- 1997: Düsseldorf Straight Alkabilly
- 1998: Rockabilly Country
- 1999: Bis zum letzten Atemzug
- 2011: Alk-a-Billy lebt noch immer
- 2017: Getanzt wurde trotzdem